# 고잉메리호

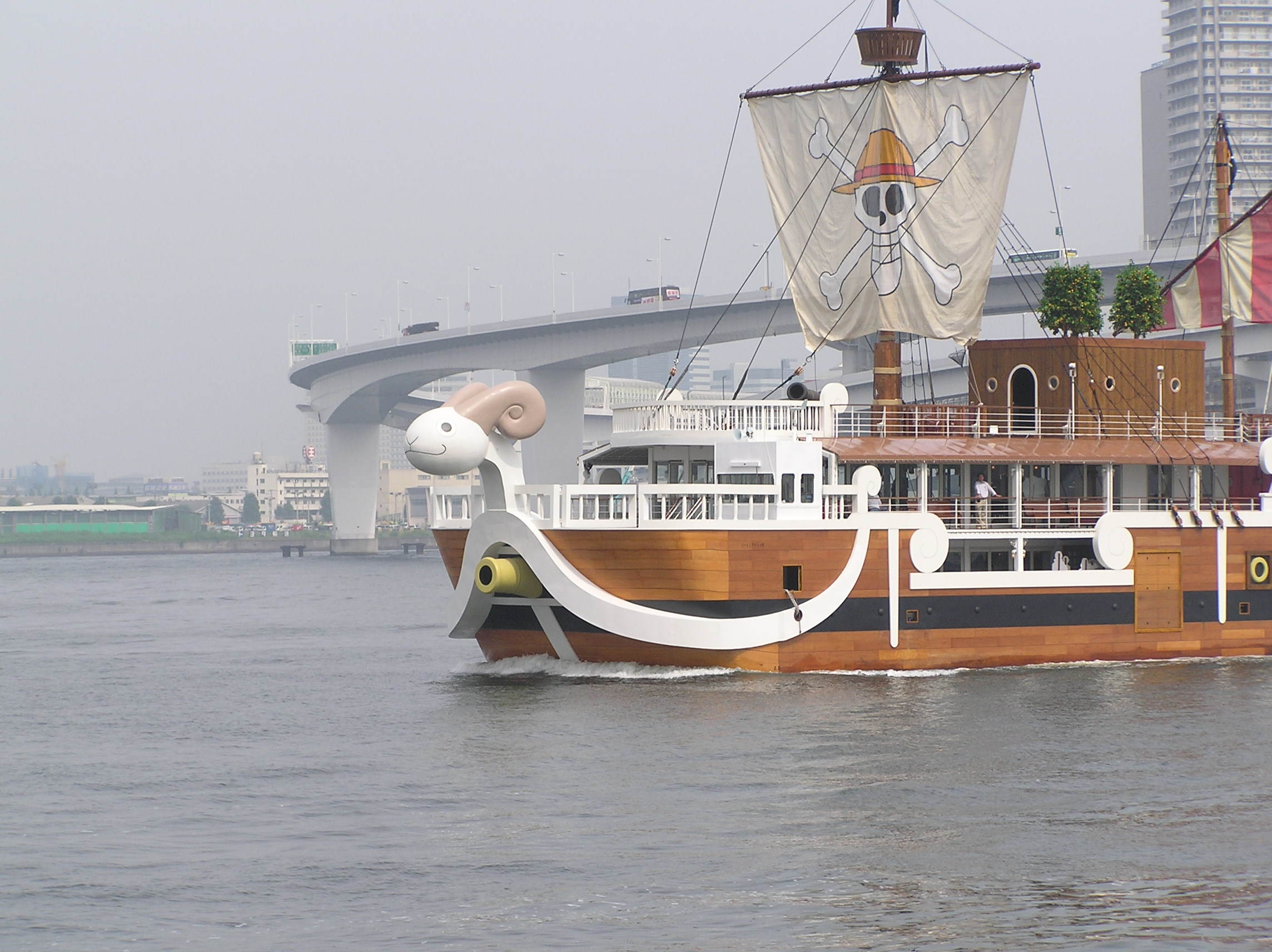
후지 테레비 승선 기획용 객선으로 제작된 고잉 메리 호 (2003년 7월 촬영)

고잉메리호(일본어: ゴーイングメリー号)는 만화 원피스에 나오는 밀짚모자 해적단의 해적선이다. 
성우는 일본판은 쿠와시마 호우코, 투니버스판에서는 정혜원, 대원방송판에서는 이유리이다.
밀짚모자 해적단의 가장 최초의 해적선이며, 그 이전에는 주로 보트나 카누를 이용해 섬과 섬간을 이동했다. 몽키 D. 루피가 시롭 마을에서 우솝을 동료로 맞이할 때, 같은 마을에서 도움을 받은 부잣집 딸 카야가 준 캐러벨로, 배의 머리는 양의 모습을 하고 있다.
워터 세븐 편에서, 이 해적선은 오랜 항해로 노후화되어서 폐기해야한다는 진단을 받게 되었다. 많은 사랑을 받았기에 클라바우터만이라는 배의 요정이 깃들어 있으며 에피소드 도중에 우솝은 고잉 메리호에게 지극히 사랑을 받는 배만 머문다는 클라바우터만이라는 배의 요정이 있다는 것을 알게 된다.
메리 호의 영혼이라 할 수 있는 클라바우터만은 스스로 고잉 메리호를 움직여 마지막 항해지인 에니에스 로비에 밀짚모자 해적단을 구출하기도 한다. 하지만 배는 이미 용골이 많이 손상되었기 때문에 항해 도중에 부숴지게 되고, 결국 밀짚모자 해적단은 바다 한가운데에서 불태움으로써 메리호를 떠나 보내기로 한다.
불태웠기 때문에 고잉 메리호는 더는 찾아 볼 수 없으며, 이후로는 사우전드 써니호가 밀짚모자 해적단의 새로운 해적선이 된다.